# Свети Франциск от Асизи (София)
„Свети Франциск от Асизи“ е двуобредна католическа църква в град София, България, ректорален храм на Софийската епархия. Църквата е към манастира на ордена на конвентуалците. Тя е най-старата католическа църква в София и една от най-старите в България. Църквата е обявена за паметник на културата от местно значение през 1976 г.

## История на храма и общността
Църквата „Свети Франциск от Асизи“ е построена от Богдан Прошек и осветена като публичен параклис през 1899 г. от монсеньор Роберто Менини епископ на Софийско-Пловдивска епархия.
През 1935 г. в България се установяват пет монахини кармелитки. Дотогава тяхната общност пребивава в Цариград, но промените в законодателството на Турция правят невъзможно по-нататъшното им оставане там. Със съдействието на архиепископ Анджело Джузепе Ронкали, който по това време е апостолически делегат в Цариград, и със съгласието на епископ Кирил Куртев, кармелитките пристигат в София.
През 1940 г. сестрите кармелитки се сдобиват с имот до параклиса. Поради съседството на монахините някои от службите в църквата са изпълнявани по източнокатолически ритуал и храмът започва да се посещава от униати. По това време в този квартал живеят около 300 семейства от латински обред, които не искат да посещават Светата литургия по източен обред. Храмът се е стопанисвал от Ордена на капуцините и да защитят миряните си през 1941 г. те отказват да служат литургия в църквата. След този инцидент църквата е поверена на кармелитките, а за латинския обред е предназначен католическия параклис „Благовещение Господне“.
През 1952 г. по време при съдебните преследвания на католическото духовенство, сестрите са обект на следене от апарата на Държавна сигурност. Всички сестри са арестувани и подложени на строги разпити.
Църквата е обявена за паметник на културата през 1976 г.
Манастирът на сестрите кармелитки има нова сграда в кв. „Малинова долина“, София.
През 2002 г. идват в София и отците кармелитани, които обслужват храма до есента на 2021 г. От пролетта на 2022 г. на тяхно място са отците конвентуалци, дошли от енорията в Плевен „Дева Мария от Фатима“. Служи се по източнокатолическия обред.
От есента на 2022 година в манастира към черквата се намира студиото на католическото радио „Аве Мария“, създадено на 22 октомври същата година от братята конвентуалци. 
Към манастира е създадена и книжарница за християнска литература „Анджело Ронкали“.
През 2024 година започва обновяване на храма, който същата година отбелязва своята 125-та годишнина. Освещаването на обновения храм е извършено на 23 юни 2024 година Петдесетница за източнокатолиците. Освещаването е извършено от епископ Христо Пройков. Оттогава в църквата има и нов орган. След ремонта е възобновено всекидневното богослужение - от понеделник до петък от 18:00 часа, събота в 11:30 и неделя от 08:00.
Свещеници: о. Ярослав Барткиевич, о. Карол Жежницки
Храмов празник – 4 октомври.